# جمعان الدوسري (لاعب كرة قدم مواليد 1993)
جمعان الدوسري لاعب كرة قدم سعودي محترف، يلعب في مركز الظهير الأيسر في نادي الخلود.

## مسيرة اللاعب
كانت بداياته في الشباب و أعاره الشباب إلى نادي نجران لمدة سنة وأعاره الشباب بعدها إلى النادي الفيصلي و إنتقل بعدها إلى النادي الفيصلي و انتقل إلى نادي الفتح مطلع عام 2019 و انتقل إلى نادي ضمك في عام 2019 و انتقل إلى نادي الخليج في عام 2020 و لعب بعدها مع نادي الساحل ونادي الخلود.

## روابط خارجية
- جمعان الدوسري على موقع Soccerway.com (الإنجليزية)